# Oton II. Zutphenski
Oton II., Bogati, (ok. 1050 – †1113) je bil mlajši sin grofa Gotšalka Zutphenskega in Adelajde Zutphenske. Oton je leta 1064 nasledil svojega očeta kot gospod Zutphenski in advokat opatije Corvey. Kot najmlajši sin je podedoval materino premoženje. Opatija je kasneje Otona in njegovega sina Henrika obtožila zlorabe z namenom samobogatenja. 
Leta 1068/70 se Oton II. pojavi kot priča v listini cerkve v Osnabrucku kot sin prefekta Gotšalka I.
Leta 1107 je od cesarja Henrika V. prejel funkcijo grofa v Oostergu in Westergu v Zahodni Friziji v zameno za posest v Alzeyu. Te grofije pa so bile že prej podeljene škofu iz Utrechta, kar je povzročilo nenehne konflikte med škofom in Otonom. 
Leta 1105 je po požaru obnovil cerkev Svete Valburge v Zutphenu in dal prenesti relikvije Sv. Justa iz Trsta iz Corveya v Zutphen. Oton in njegova žena sta bila pokopana v tej cerkvi.

## Družina in potomci
Oton je bil poročen dvakrat. Njegova prva žena z neznanim imenom naj bi bila sorodnica Hohenstaufnov. Imela naj bi hčerko po imenu Adelajda. Možno pa je, da je bila ta Adelajda žena. Njegova druga žena je morala biti Judita ali Juta Arnsteinska, s katero se je poročil okoli leta 1085. Judita je bila verjetno najmlajša od hčera Lodewijka, grofa Arnsteinskega. Oton je imel z njo tri sinove in hčer. Po De Grootu pa je bila sestra cesarja Lotarja Supplinburškega. Judita je umrla leta 1118.
Oton je imel med drugim naslednje otroke:
- Adelajda (iz njegovega domnevnega prvega zakona se lahko Adelajda nanaša na njegovo ženo.) Adelajda podeduje pravice v Agradingauwu in Emsgauwu ter skrbništvo v Munstru ali pa jih prejme kot poročno darilo.
- Henrik I. Zutphenski 'Starejši'
- Diderik II. Münsterski, škof (1118-1127,
- Gerhard Lonski, († po 1134) grof Lohnski
- Ermengarda Zutphenska (1090 - ok.1136), poročena z Gerhardom II. Wassenberško-Gelderskim, nato s Konradom Luxemburškim.[8]